# Alfons Gaston Puyo
Alfons Gaston Puyo (1970) és un esquiador i corredor de muntanya català.
Tant com a esquiador com a corredor de muntanya ha aconseguit diversos èxits formant equip amb altres atletes de nivell. El 2005 en el Ier 'San Miguel SnowTop de Grandvalira', prova sense precedents que perseguia el repte d'assolir el desnivell de l'Everest amb esquís de muntanya, l'equip format per Alfons Gaston i Carles Hortet fou el vencedor, completant el recorregut en tan sols 10.06.12. L'any 2007, en la primera edició de la mítica carrera de muntanya de l'Olla de Núria, Alfons Gaston es proclamà vencedor amb un temps de 2:34:49. El febrer del 2011 l'equip format per Xavier Sadurní (Club Excursionista Ripoll) i Alfons Gaston (GE Manlleu), es van imposar a la tercera edició de la Traça Muga, la primera prova de la XXVII Copa Catalana d'Esquí de Muntanya de la FEEC que es va disputar a Arànser, a la Cerdanya. La competició, organitzada per la Unió Excursionista Urgellenca, servia a més com a ler Campionat de Catalunya per equips. Sis anys més tard, el febrer del 2017, l'equip de la UE Urgellenca format per Xavier Sadurní i Alfons Gaston, fou els guanyador de la primera prova de la 33a Copa FEEC-Ferrino per equips d'esquí de muntanya, celebrada a la Traça Muga.
El 2013 Alfonso Gaston, juntament amb Xevi Sadurní, Joan Cardona i Jordi Palomares es proposaren plegats portar a terme el repte de creuar els Pirineus amb esquís en una travessa de 13 etapes, 350 quilòmetres i 45.000 metres de desnivell positiu acumulat. El repte es va aconseguir portar a terme entre el març i l'abril del 2013. La Travessa dels Pirineus amb esquís de muntanya es va completar finalment en dues etapes. El risc d'allaus i les intenses nevades van obligar a aturar la marxa iniciada al Vallespir a la boca sud del túnel de Vielha. Tres setmanes després van completar el recorregut fins a tocar de l'Atlàntic. La narració del repte es va convertir en un documental. Els Pirineus, una gran travessa amb esquís, que es va estrenar a Puigcerdà, localitat de Gaston i Palomares.